# Ochrotrigona praetextata
Ochrotrigona praetextata är en fjärilsart som beskrevs av Erich Martin Hering 1903. Ochrotrigona praetextata ingår i släktet Ochrotrigona och familjen nattflyn. Inga underarter finns listade i Catalogue of Life.